# Ocskay László (százados)

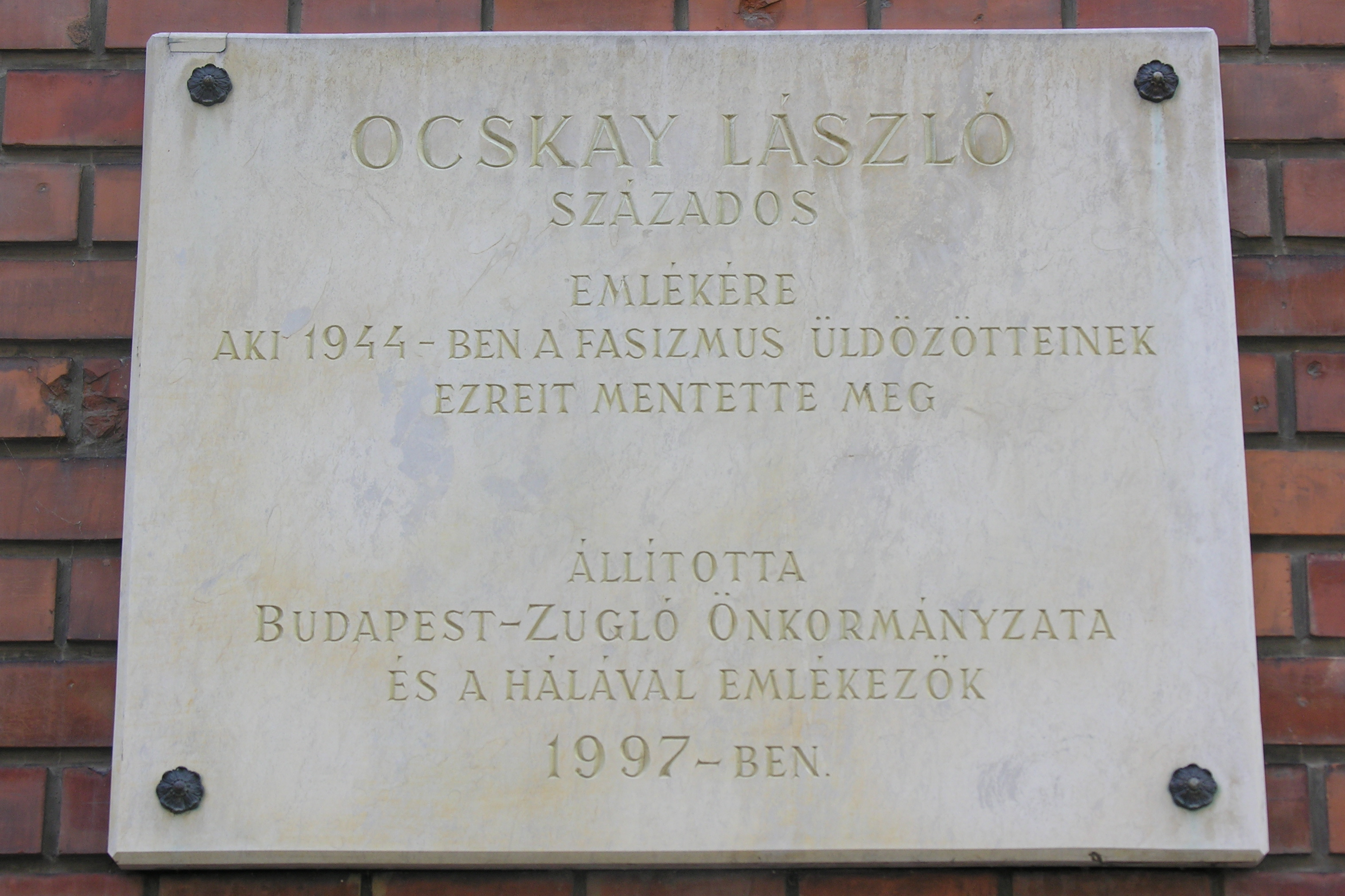
Emléktáblája Budapesten

Ocskói és felsődubováni Ocskay László Jenő (Pozsony, Pozsony vármegye, 1893. május 25. – Kingston, New York állam, Egyesült Államok, 1966. március 27.) magyar katonatiszt, a Magyar Királyi Honvédség századosa, aki 1944–1945-ben körülbelül 2500 zsidót mentett meg Budapesten. Ezzel a holokauszt idején legtöbb üldözöttet megmentő magyarok egyike.

## Származása és előélete
Ocskay 1893-ban született a nemesi származású ocskói és felsődubováni Ocskay családba: ősei közé tartozik Ocskay László kuruc brigadéros, a Rákóczi-szabadságharc neves szereplője is. Édesapja ocskói és felsődubováni Ocskay István (1844–1908), Bereg vármegye országgyűlési képviselője, édesanyja Bogen Eugénia (1852–1939) volt. Apai nagyszülei ocskói és felsődubováni Ocskay Rudolf (1815–1904), Nyitra vármegye főispánja és szoppóri Scultéty Mária voltak.
Az első világháborúban tüzérként szolgált és megsebesült. 1919-ben önkéntesként csatlakozott Horthy Miklós vezette Nemzeti Hadsereghez, majd egy Németországba olajat szállító amerikai cég alkalmazottja lett a Dunántúlon.

## Tevékenysége a háború alatt
1943-ban önként szolgálatba kérte magát, vélhetően azzal a céllal, hogy segítsen az üldözötteken. Egy zsidó munkásszázad – a 101/359 számú, ruhagyűjtő század – parancsnoka lett, ami hivatalosan a német hadseregnek gyűjtött és gyártott ruhákat.
Az eleinte kétszáz fős alakulat a Síp utcában dolgozott, ám létszámuk gyarapodása miatt a zuglói zsidó gimnáziumba települtek át, ahol végül már körülbelül 2500 embert számláltak. Az általa bújtatott személyeket Ocskay ellátta, élelmiszert, gyógyszert szerzett és igyekezett hivatalos papírokat is beszerezni nekik.
Ocskay látszólag jó kapcsolatokat ápolt a megszálló németekkel. Ennek köszönhető, hogy egy alkalommal a több ezer fős csoportot kivégezni szándékozó nyilasokat sikerült a budapesti Waffen-SS alakulatokkal elzavartatnia, majd az épületet a Waffen-SS védelme alá vonatnia. Hogy ezt a példátlan eredményt hogyan érte el, nem ismert. Vélhető, hogy sikerében – jó kapcsolatai és vakmerően ügyes diplomáciai tevékenysége mellett – szerepet játszott az is, hogy a németek az előre látható összeomlás miatt igyekeztek pozitív képet kialakítani magukról.

## A háború után
A szovjet csapatok a németek kiűzése után kis híján deportálták a munkásszázad férfi tagjait, ám azoknak sikerült megszökniük. A kommunistákkal Ocskay nem került baráti viszonyba, sőt, nemesi származása, horthysta katonai múltja és német-amerikai kapcsolatai miatt üldözni kezdték. 1948-ban az Amerikai Egyesült Államokba menekült. 1966-ban bekövetkezett haláláig elfeledve, szerény körülmények között élt, éjjeliőrként dolgozott Kingstonban, New York államban.

## Emlékezete
Története Magyarországon évtizedekre feledésbe merült. Az 1990-es években az általa megmentettek kezdeményezték, hogy Ocskaynak állítsanak emléket. Emlékét a Városligetben emlékoszlop őrzi. Tevékenységéért 2002-ben megkapta az izraeli Jad Vasem intézet Világ Igaza kitüntetését.
2019 októberében az ELTE Radnóti Miklós Gyakorlóiskolában sétaszínházzal állítottak emléket a háború alatti tevékenységeinek.